# Fredrik Adolf Hansen Ehrencron
Fredrik Adolf Hansen von Ehrencron (ur. 1652, zm. 1711) był duńskim dyplomatą.
W latach 1698–1702 von Ehrencron był duńskim posłem nadzwyczajnym w Madrycie.

## Literatura
- Marquard, Emil: Danske Gesandter og Gesandtskabspersonale indtil 1914. Copenhagen 1952.